# اریک بیکر
اریک بیکر (انگلیسی: Eric Baker) , (۲۲ سپتامبر ۱۹۲۰ – ۱۱ ژوئیهٔ ۱۹۷۶) یک فعال بریتانیایی و یکی از بنیانگذاران گروه حقوق بشر عفو بین‌الملل و دومین دبیرکل این سازمان بود. او همچنین بنیان‌گذار کمپین خلع سلاح هسته‌ای (CND) بود.
بیکر عضو انجمن مذهبی دوستان (کوئیکرها) بود و به عنوان رئیس ناظر اجتماعی و صلح کوئیکر، سازمانی از کوئیکرها در بریتانیا که برای ترویج و ممارست شهادت کوئیکر در مورد صلح، برابری، سادگی و حقیقت کار می‌کرد، خدمت کرد.
آرامگاه او که خانه ملاقات کوئیکرها شده است در شهر مالدون در اسکس، انگلستان است که یکشنبه‌ها در جلسات مذهبی آنجا شرکت می‌کرد. این جلسات امروز نیز فعال است.

## زندگی و حرفه
بیکر که یک صلح‌طلب بود، در زمان جنگ جهانی دوم به عنوان یک مخالف با خدمت سربازی مشهور شد. توضیحات وی در مورد توجیه این امر در دادگاهش در نسخه پنجم مجله سالانه کوئیکرها موجود است. در طول جنگ، بیکر در کمپین «امدادرسانی به قحطی» کار کرد و کمک‌هایی را برای ارسال غذا به قاره جنگ زده اروپا، آموزش عموم مردم انگلیس و فشار بر دولت جمع‌آوری کرد. از سال ۱۹۴۶ تا ۱۹۴۸ او به عنوان دبیر مشترک مرکز کوٍئیکرها در دهلی هند با همسرش جویس فعالیت می‌کرد.
بیکر از سال ۱۹۵۴ تا ۱۹۵۹ دبیرکل شورای ملی صلح بود. در این نقش، در دسامبر۱۹۵۹ مقاله‌ای تحت عنوان «جنگ روانی چالشی برای دموکراسی» و بیانیه سیاست در مورد «کمپین تأمین توافق بین‌المللی در مورد ممنوعیت سلاح‌های هسته ای» نوشت.
در اواخر دهه ۱۹۵۰ و اوایل ۱۹۶۰، بیکر به نمایندگی از کمیته دوستان صلح و روابط بین‌الملل (که در حال حاضر بخشی از ناظر اجتماعی و صلح کوئیکر است) چهار مأموریت صلح در قبرس انجام داد، و مطالبی دربارهٔ صلح در آنجا نوشت.
در حین کار روی مسئله قبرس، بیکر با پیتر بننسون، بنیانگذار اولیه عفو بین‌الملل (AI) آشنا شد. آنها در مورد مسائل سیاسی، اخلاقی و مذهبی بحث کردند. بننسون بیکر را "شریک در راه‌اندازی پروژه" [۵] توصیف کرد و با هم "درخواست عفو ۱۹۶۱" را اداره کردند. تقریباً هر روز تلفنی با یکدیگر صحبت می‌کردند و مشترکاً با سیاستمداران، کلیساها و رسانه‌ها مکاتبه می‌کردند و جمع کوچکی از طرفداران خود را گرد آوردند. ایده‌های مشترک آنها غالباً روی دستمال کاغذی در رستوران‌ها و بارها نوشته می‌شد ونهایتا بر مقاله ۱۹۶۱بننسون در آبزرور تأثیر گذاشت که در همان ابتدا افکار جهانی را به خود جلب کرد. بیکر به بننسون در تحقیقات و شکل‌دهی کتابش به نام آزار و شکنجه ۶۱ کمک کرد، که شامل مواردی دربارهٔ زندانیان سیاسی آن زمان بود. بننسون خاطرنشان کرد که بدون کمک بیکر این امر محقق نمی‌شد.
به پیشنهاد بیکر بود که اصطلاح معروف امروزی «زندانی عقیدتی» اختیار شد و یک موضوع اصلی در عفو بین‌الملل شد. بیکر بر این نظر بود که آنها باید از کسانی حمایت کنند که خود از خشونت حمایت نمی‌کنند یا آن را هدایت نمی‌کنند. بیکر بعداً دیدگاه خود را توضیح داد که عفو بین‌الملل صدای زنان و مردانی را منعکس می‌کند «که از تفکر دوقطبی ناشی از جنگ سرد و درگیری‌های مشابه خسته شده‌اند، اما عمیقاً نگران کسانی هستند که رنج می‌کشند فقط به دلیل آنکه رنج می‌کشند.»
بیکر در سال ۱۹۶۶ دبیرکل عفو بین‌الملل شد. این سازمان در نتیجه استعفای بننسون از ریاست آن دچار بحران شدیدی شده بود. مبنای این استعفا نگرانی‌های بننسون از سرکوب فعالیت‌های عفو بین‌الملل بخاطر انتقاد از دولت انگلیس بود که تمایل برای انتقال مقر سازمان به سوئیس را در او برانگیخته بود.. پست ریاست لغو شد و اریک بیکر به عنوان دبیرکل برگزیده شد. نقل شده است که بیکر با یک کار بزرگ روبرو بود، با روحیه افراد در پایین‌ترین سطح و بی‌اعتمادی در مقر این سازمان در لندن وجود داشت و او می‌بایست ثبات و اهداف عفو بین‌الملل را از نو بپا کند. تا ژوئیه ۱۹۶۸، هنگامی که مارتین انالز به عنوان دبیرکل منصوب شد، تعداد گروه‌های عفو بین‌الملل دوباره در حال افزایش بود و بیش از یک دهم زندانیان عقیدتی که این گروه پذیرفته بود آزاد شدند.
بیکر همچنین رئیس بخش بریتانیایی عفو بین‌الملل، نایب رئیس کمیته اجرایی عفو بین‌الملل و رئیس کمیته فرعی الغای شکنجه عفو بین‌الملل شد.
بیکر به فعالیت‌های صلح‌آمیز خود در زمینه انجمن مذهبی دوستان ادامه داد. او جلساتی را در مورد زندانیان سیاسی و شکنجه در نشست سالانه ۱۹۷۴ انجمن مذهبی دوستان در بریتانیا و در نشست سه ساله کمیته جهانی مشورت دوستان در سال ۱۹۷۶ سازماندهی کرد، که منجر به بیانیه‌های مورد توافق برای فعال شدن برای پایان دادن به استفاده از شکنجه شد.